# 格拉頓鎮區 (密歇根州)
格拉頓鎮區（英語：Grattan Township）是位於美國密歇根州肯特縣的一個行政鎮區。

## 地方資料
格拉頓鎮區的面積為95.70平方千米，當中陸地面積為87.70平方千米，而水域面積為8.00平方千米。根據2020年美國人口普查的數據，當地共有人口3809人，而人口密度為每平方千米39.8人。